# Campionat del Món de motociclisme de 2011
La temporada de 2011 del Campionat del món de motociclisme fou la 63a edició d'aquest campionat, organitzat per la FIM i Dorna Sports. Aquella va ser l'última temporada que els motors de MotoGP eren de 800 cc i també l'última en què es disputà el campionat de 125cc, ja que a partir del 2012 el límit de cilindrada de MotoGP es va apujar als 1.000 cc i la categoria de 125cc es va substituir per la nova de Moto3 per a motos de quatre temps i 250 cc.
La temporada es va veure marcada per la mort de Marco Simoncelli al Gran Premi de Malàisia, penúltima cursa del campionat, quan l'italià va caure enmig de la pista i va ser atropellat per Colin Edwards i Valentino Rossi. A data de 2024, la mort de Simoncelli a Sepang continuava sent la darrera d'un pilot de MotoGP en un Gran Premi, tot i que va haver-n'hi encara dues més de pilots d'altres categories: Lluís Salom (Moto2) el 2016 i Jason Dupasquier (Moto3) el 2021.

## Resum de la temporada
Aquella temporada es va produir un intercanvi de pilots als dos principals equips de MotoGP: Després de set temporades amb l'equip Yamaha Factory Racing, Valentino Rossi va deixar la marca japonesa i va fitxar per l'equip de fàbrica de Ducati. Casey Stoner, al seu torn, va deixar l'equip  de Ducati després de quatre anys i va fitxar per Repsol Honda.
Al seu primer any amb Honda, Casey Stoner es va proclamar campió de MotoGP al Gran Premi d'Austràlia, a dues curses del final del campionat, després de la seva novena victòria de la temporada. Stoner, que ja havia estat campió de la categoria el 2007 amb Ducati, va acabar 16 de les 17 curses del calendari entre els tres primers –igualant el rècord que ostentaven Valentino Rossi i Jorge Lorenzo– amb un total de deu victòries. Aquesta va ser l'última vegada (a data de 2024) que el campió de MotoGP no era europeu i també l'única temporada de la dècada del 2010 que el campió no era ni Jorge Lorenzo ni Marc Márquez.

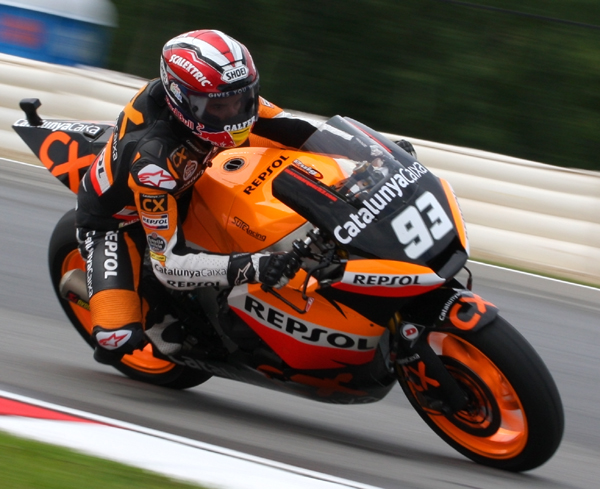
Marc Márquez va estar a punt de guanyar el títol de Moto2 en el seu debut

El títol de Moto2 es va decidir a l'última cursa de la temporada, el Gran Premi de la Comunitat Valenciana, on Stefan Bradl va esdevenir el primer campió del món de motociclisme alemany des que Dirk Raudies havia guanyat el títol de 125cc de 1993. El campionat va ser molt disputat i tant Bradl com Marc Márquez, campió de 125cc l'any anterior i debutant a Moto2, mantingueren opcions al títol fins a l'últim moment. Márquez es va haver de perdre la darrera cursa a Xest a causa dels problemes de visió que arrossegava des de la seva caiguda als entrenaments de Malàisia, lliurant així el títol a Bradl.
El títol del darrer campionat de 125cc de la història va ser per al valencià Nico Terol, que es proclamà campió en acabar segon a l'última cursa de la temporada, a Xest, on el seu únic rival pel títol, Johann Zarco, va caure durant les primeres fases de la cursa. Nico Terol, que havia acabat tercer al campionat el 2009 i subcampió darrere de Márquez el 2010, va acabar el campionat del 2011 amb 40 punts d'avantatge sobre Zarco. El tercer classificat va ser Maverick Viñales, 14 punts darrere de Zarco, que va guanyar les dues últimes curses de la temporada.

## Campions del món
Pilots
| 125cc      | Moto2        | MotoGP       |
| ---------- | ------------ | ------------ |
| Nico Terol | Stefan Bradl | Casey Stoner |

Constructors
| 125cc   | Moto2 | MotoGP |
| ------- | ----- | ------ |
| Aprilia | Suter | Honda  |

Equips
| MotoGP            |
| ----------------- |
| Repsol Honda Team |

## Grans Premis

### Sistema de puntuació
Barem de puntuació de 1993 ençà:
| Posició | 1  | 2  | 3  | 4  | 5  | 6  | 7 | 8 | 9 | 10 | 11 | 12 | 13 | 14 | 15 |
| Punts   | 25 | 20 | 16 | 13 | 11 | 10 | 9 | 8 | 7 | 6  | 5  | 4  | 3  | 2  | 1  |

### Calendari
El calendari de la temporada 2011, de 18 curses, es va publicar el 30 de setembre del 2010. El GP del Japó, inicialment previst per al 24 d'abril, fou ajornat al 2 d'octubre degut als efectes del tsunami de Sendai i l'accident nuclear de Fukushima I.
| Cursa | Data           | Gran Premi                            | Circuit          |
| ----- | -------------- | ------------------------------------- | ---------------- |
| 1     | 20 de març     | Gran Premi de Qatar ‡                 | Losail           |
| 2     | 3 d'abril      | Gran Premi d'Espanya                  | Jerez            |
| 3     | 1 de maig      | Gran Premi de Portugal                | Estoril          |
| 4     | 15 de maig     | Gran Premi de França                  | Le Mans          |
| 5     | 5 de juny      | Gran Premi de Catalunya               | Catalunya        |
| 6     | 12 de juny     | Gran Premi de Gran Bretanya           | Silverstone      |
| 7     | 25 de juny     | Dutch TT ††                           | Assen            |
| 8     | 3 de juliol    | Gran Premi d'Itàlia                   | Mugello          |
| 9     | 17 de juliol   | Gran Premi d'Alemanya                 | Sachsenring      |
| 10    | 24 de juliol   | Gran Premi dels Estats Units †        | Laguna Seca      |
| 11    | 14 d'agost     | Gran Premi de la República Txeca      | Brno             |
| 12    | 28 d'agost     | Gran Premi d'Indianapolis             | Indianapolis     |
| 13    | 4 de setembre  | Gran Premi de San Marino              | Misano           |
| 14    | 18 de setembre | Gran Premi d'Aragó                    | Motorland Aragón |
| 15    | 2 d'octubre    | Gran Premi del Japó                   | Motegi           |
| 16    | 16 d'octubre   | Gran Premi d'Austràlia                | Phillip Island   |
| 17    | 23 d'octubre   | Gran Premi de Malàisia †††            | Sepang           |
| 18    | 6 de novembre  | Gran Premi de la Comunitat Valenciana | València         |

† = Només categoria MotoGP
†† = Cursa en dissabte
††† = Cursa de Moto2 i 125cc només; L'organització cancel·là la cursa de MotoGP després del fatal accident de la segona volta.
‡ = Cursa nocturna

### Guanyadors
| Cursa | Gran Premi                            | 125cc            | Moto2           | MotoGP        | Resultats |
| ----- | ------------------------------------- | ---------------- | --------------- | ------------- | --------- |
| 1     | Gran Premi de Qatar                   | Nicolás Terol    | Stefan Bradl    | Casey Stoner  | Resultats |
| 2     | Gran Premi d'Espanya                  | Nicolás Terol    | Andrea Iannone  | Jorge Lorenzo | Resultats |
| 3     | Gran Premi de Portugal                | Nicolás Terol    | Stefan Bradl    | Dani Pedrosa  | Resultats |
| 4     | Gran Premi de França                  | Maverick Viñales | Marc Márquez    | Casey Stoner  | Resultats |
| 5     | Gran Premi de Catalunya               | Nicolás Terol    | Stefan Bradl    | Casey Stoner  | Resultats |
| 6     | Gran Premi de Gran Bretanya           | Jonas Folger     | Stefan Bradl    | Casey Stoner  | Resultats |
| 7     | Dutch TT                              | Maverick Viñales | Marc Márquez    | Ben Spies     | Resultats |
| 8     | Gran Premi d'Itàlia                   | Nicolás Terol    | Marc Márquez    | Jorge Lorenzo | Resultats |
| 9     | Gran Premi d'Alemanya                 | Hèctor Faubel    | Marc Márquez    | Dani Pedrosa  | Resultats |
| 10    | Gran Premi dels Estats Units          | -                | -               | Casey Stoner  | Resultats |
| 11    | Gran Premi de la República Txeca      | Sandro Cortese   | Andrea Iannone  | Casey Stoner  | Resultats |
| 12    | Gran Premi d'Indianapolis             | Nicolás Terol    | Marc Márquez    | Casey Stoner  | Resultats |
| 13    | Gran Premi de San Marino              | Nicolás Terol    | Marc Márquez    | Jorge Lorenzo | Resultats |
| 14    | Gran Premi d'Aragó                    | Nicolás Terol    | Marc Márquez    | Casey Stoner  | Resultats |
| 15    | Gran Premi del Japó                   | Johann Zarco     | Andrea Iannone  | Dani Pedrosa  | Resultats |
| 16    | Gran Premi d'Austràlia                | Sandro Cortese   | Alex de Angelis | Casey Stoner  | Resultats |
| 17    | Gran Premi de Malàisia                | Maverick Viñales | Thomas Lüthi    | Cancel·lada   | Resultats |
| 18    | Gran Premi de la Comunitat Valenciana | Maverick Viñales | Michele Pirro   | Casey Stoner  | Resultats |

### Accident mortal
Marco Simoncelli es va morir arran d'un accident a la cursa de MotoGP del Gran Premi de Malàisia.

## Galeria

Campions del món 2011
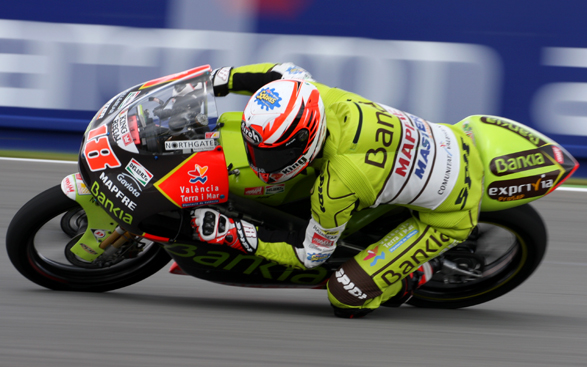
Nico Terol, 125cc
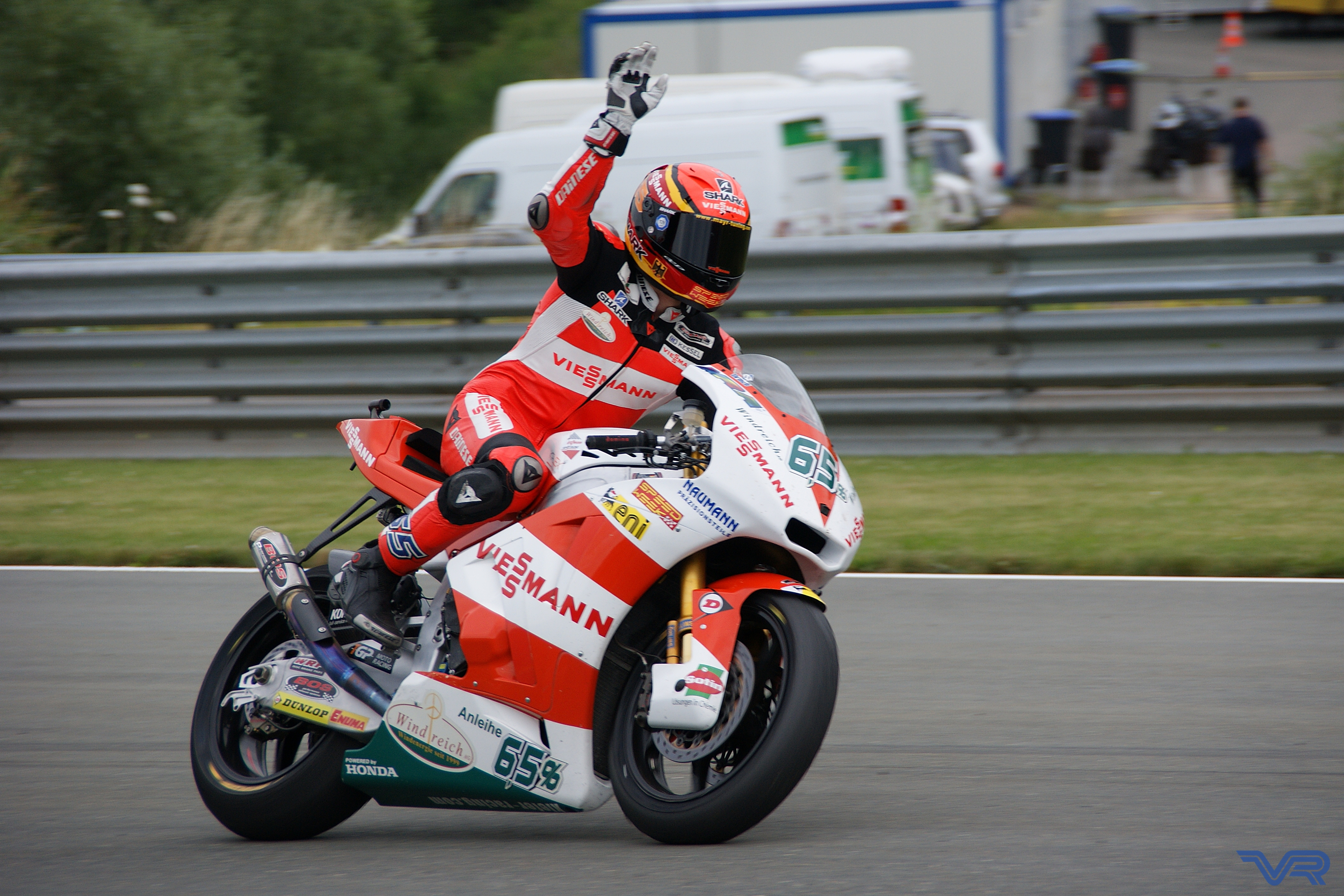
Stefan Bradl, Moto2
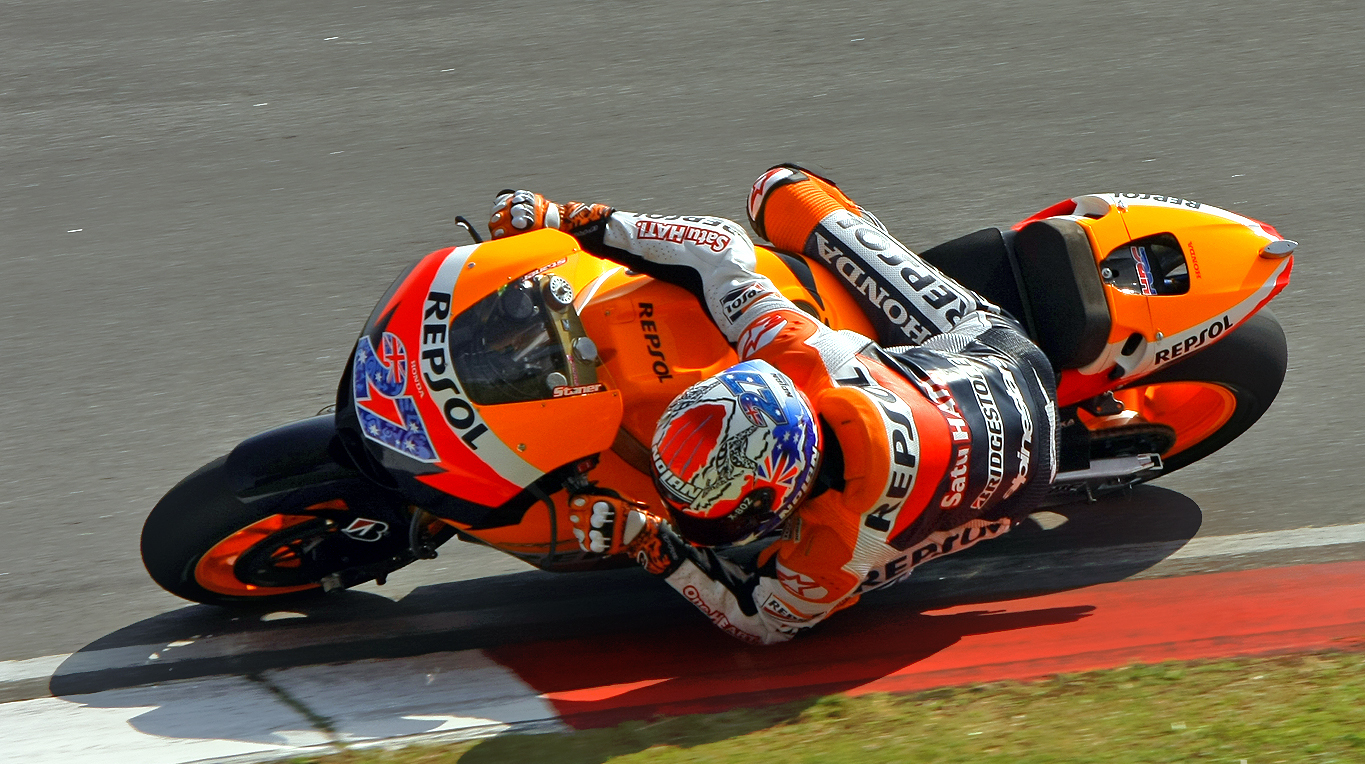
Casey Stoner, MotoGP

## Debutants de l'any
Des del 2011, el premi al Debutant de l'Any s'atorga també en la categoria de Moto2, a més de la de MotoGP, en què s'atorgava des del 2002.
| Moto2        | MotoGP        |
| ------------ | ------------- |
| Marc Márquez | Cal Crutchlow |

## Classificació dels pilots
- Les rondes marcades en blau es van córrer sobre pista mullada o van ser aturades per la pluja.
- Els pilots marcats en blau optaven al premi Debutant de l'any.

### MotoGP
(Llegenda) (En negreta - Pole; En cursiva - Volta ràpida)